# Hylophilus flavipes
El verdillo paticlaro (Hylophilus flavipes), también denominado verderón rastrojero (en Colombia), verdillo matorralero (en Costa Rica), verderón patipálido (en Venezuela) o vireillo de los matorrales, es una especie de ave paseriforme de la familia Vireonidae perteneciente al género Hylophilus. Algunos autores sostienen que se divide en tres especies. Es nativa del sureste de América Central y norte de América del Sur.

## Distribución y hábitat
Se distribuye desde el suroeste de Costa Rica, por Panamá, Colombia (al sur por el valle del Magdalena hasta Huila), norte de Venezuela y Trinidad y Tobago.
Esta especie es considerada bastante común en su hábitat preferencial de matorrales, bosques ralos y bosques en galería, hasta los 1200 m de altitud.

## Sistemática

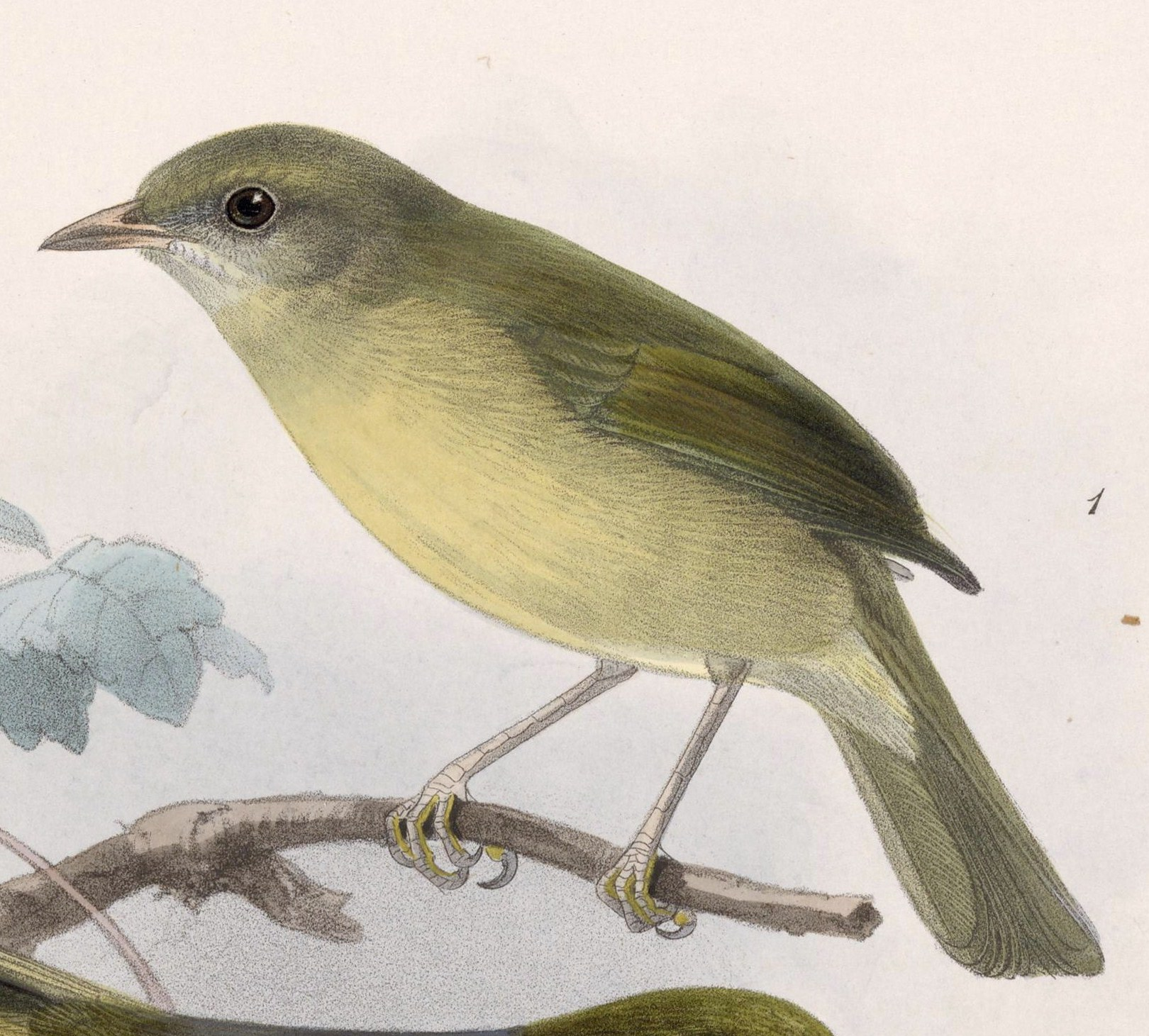
Hylophilus flavipes viridiflavus, ilustración de Keulemans para Biologia Centrali-Americana, 1902.

### Descripción original
La especie H. flavipes fue descrita por primera vez por el ornitólogo francés Frédéric de Lafresnaye en 1845 bajo el mismo nombre científico; su localidad tipo es: «Bogotá, Colombia».

### Etimología
El nombre genérico masculino Hylophilus se compone de las palabras del griego «hulē»: ‘bosque’, y «philos»: ‘amante’; y el nombre de la especie «flavipes» se compone de las palabras del latín «flavus»: ‘amarillo’, y «pes»: ‘pies’.

### Taxonomía
Las clasificaciones Birdlife International y Aves del Mundo tratan al grupo de subespecies centroamericanas  H. flavipes viridiflavus/xuthus como una especie separada: el verdillo verdiamarillo (Hylophilus viridiflavus), con base en las partes inferiores de color amarillo más oscuro y más vivo, las partes superiores más verdes, menos pardas, y diferencias de vocalización. También tratan a la subespecie H. flavipes insularis, de Tobago, como una especie separada: el verdillo de Tobago (Hylophilus insularis), con base en el iris oscuro y no pálido, el plumaje de las partes superiores más pardo, las partes inferiores color pardo crema apagado y no teñido de amarillo pálido, y el tamaño mayor, notablemente el pico.

## Subespecies
Según las clasificaciones del Congreso Ornitológico Internacional (IOC) y Clements Checklist v.2015,  se reconocen siete subespecies, con su correspondiente distribución geográfica:
- Grupo politípico viridiflavus/xuthus:
  - Hylophilus flavipes viridiflavus Lawrence, 1862 - suroeste de Costa Rica y Panamá (costa caribeña alrededor de la Zona de Canal, costa del Pacífico al este hasta el bajo río Bayano).
  - Hylophilus flavipes xuthus Wetmore, 1957 - isla Coiba, litoral suroeste de Panamá.

- Grupo politípico flavipes:
  - Hylophilus flavipes flavipes Lafresnaye, 1845 - norte y oeste de Colombia (costa caribeña hasta Santa Marta, y al sur en el valle del Magdalena hasta Huila).
  - Hylophilus flavipes melleus Wetmore, 1941 - extremo norte de Colombia (Serranía de Macuira, en la punta oriental de la península Guajira).
  - Hylophilus flavipes galbanus Wetmore & Phelps, Jr, 1956 - norte y este de Colombia (este de Santa Marta y valle del río Ranchería al este a través de la península Guajira, excepto la punta oriental, y Andes orientales a través del oeste de Arauca y Casanare hasta Meta) y noroeste de Venezuela (oeste de Zulia, Táchira, norte de Mérida, Barinas, Portuguesa).
  - Hylophilus flavipes acuticauda Lawrence, 1865 - norte de Venezuela (este de Zulia al este hasta Sucre, al sur hasta Apure y sureste de Bolívar; también isla Margarita).

- Grupo monotípico insularis:
  - Hylophilus flavipes insularis P.L. Sclater, 1861 - isla Tobago.